# RFKノヴィ・サド1921
ラドニチュキ・フドバルスキ・クルブ・ノヴィ・サド1921（セルビア語: Раднички фудбалски клуб Нови Сад 1921, セルビア・クロアチア語: Radnički fudbalski klub Novi Sad 1921）は、セルビアのヴォイヴォディナ・ノヴィ・サドをホームタウンとするサッカークラブである。

## 歴史
1921年に創設された。
2022年6月22日、FKプロレテル・ノヴィ・サドを吸収合併した。

## 歴代所属選手
- スラヴィシャ・ヨカノヴィッチ 1986-1988
- アレクサンダル・ヨヴァノヴィッチ 2009-2011
- オグニェン・ムドリンスキ 2011
- ドゥシャン・ストイリコヴィッチ 2012-2013
- ミラン・パヴコヴ 2012-2013
- ヴラダン・エレシン 2013-2014